# A6 (автомагистраль, Германия)
Эта статья об автомагистрали в Германии. Об автомагистрали в Хорватии с тем же номером см. здесь
Автомагистраль A6 (нем. Bundesautobahn 6, сокр. Autobahn 6 (A6)) проходит от французско-немецкой границы под Саарбрюккеном до Вайдхауса на немецко-чешской границе.

## История
Кайзер Карл IV (1316—1378) установил дорожное сообщение между бывшими имперскими городами Нюрнбергом и Прагой, получившее название Виа-Каролина (Via Carolina).

## Развитие
Сегодняшние планы по расширению автомагистрали продиктованы в большой мере её возрастом. В отличие от 
```
и 
```

, которые с начала 1990-х годов были модернизированы как одни из важнейших немецких магистралей на 
```
и A8, были модернизированы только отдельные участки, хотя этого требует возросшее транспортное движение, обусловленное вступлением Германии в 
Евросоюз
 и 
шенгенским соглашением
.
```

## Галерея

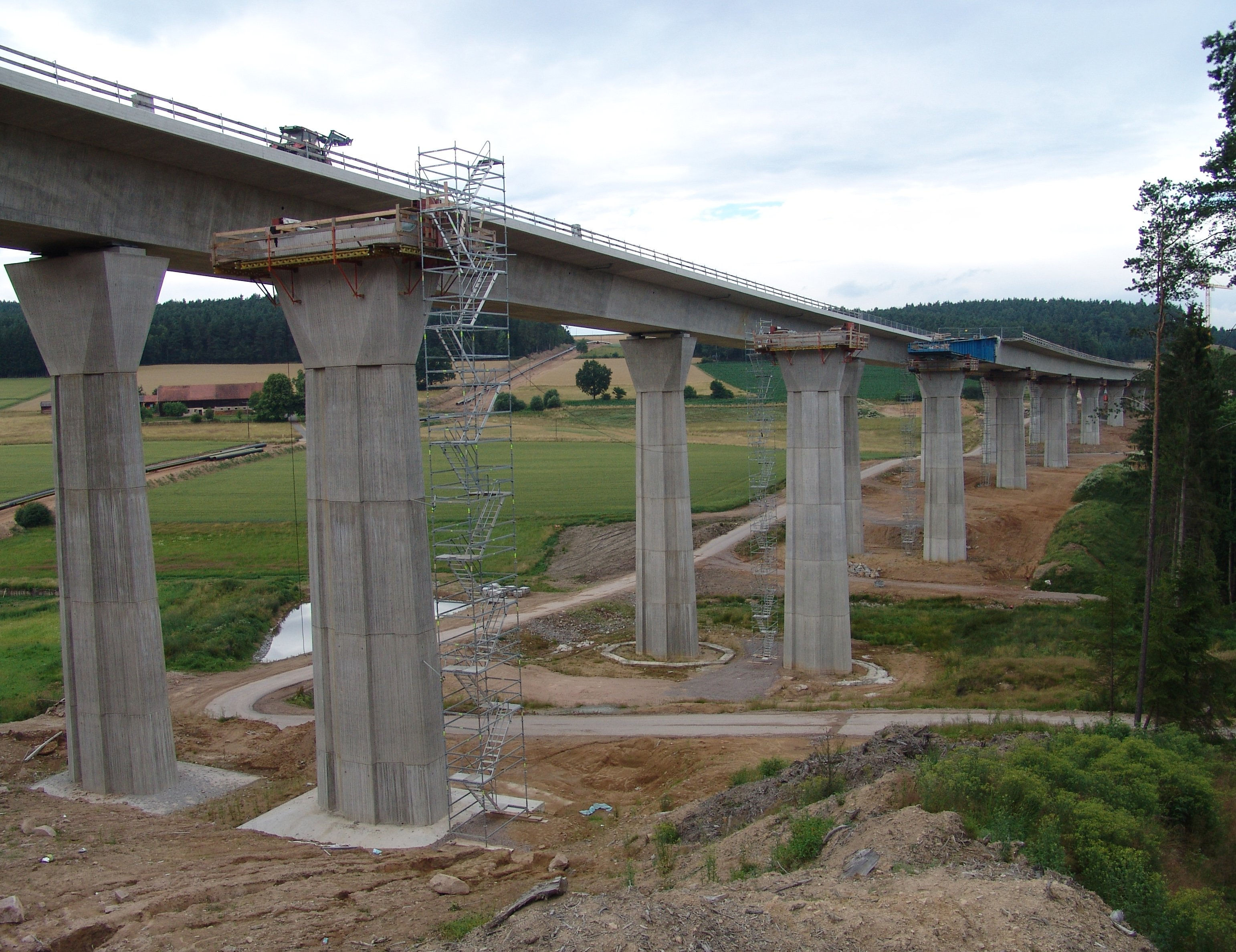
Кульмбахтальский мост (Kulmbachtalbrücke)
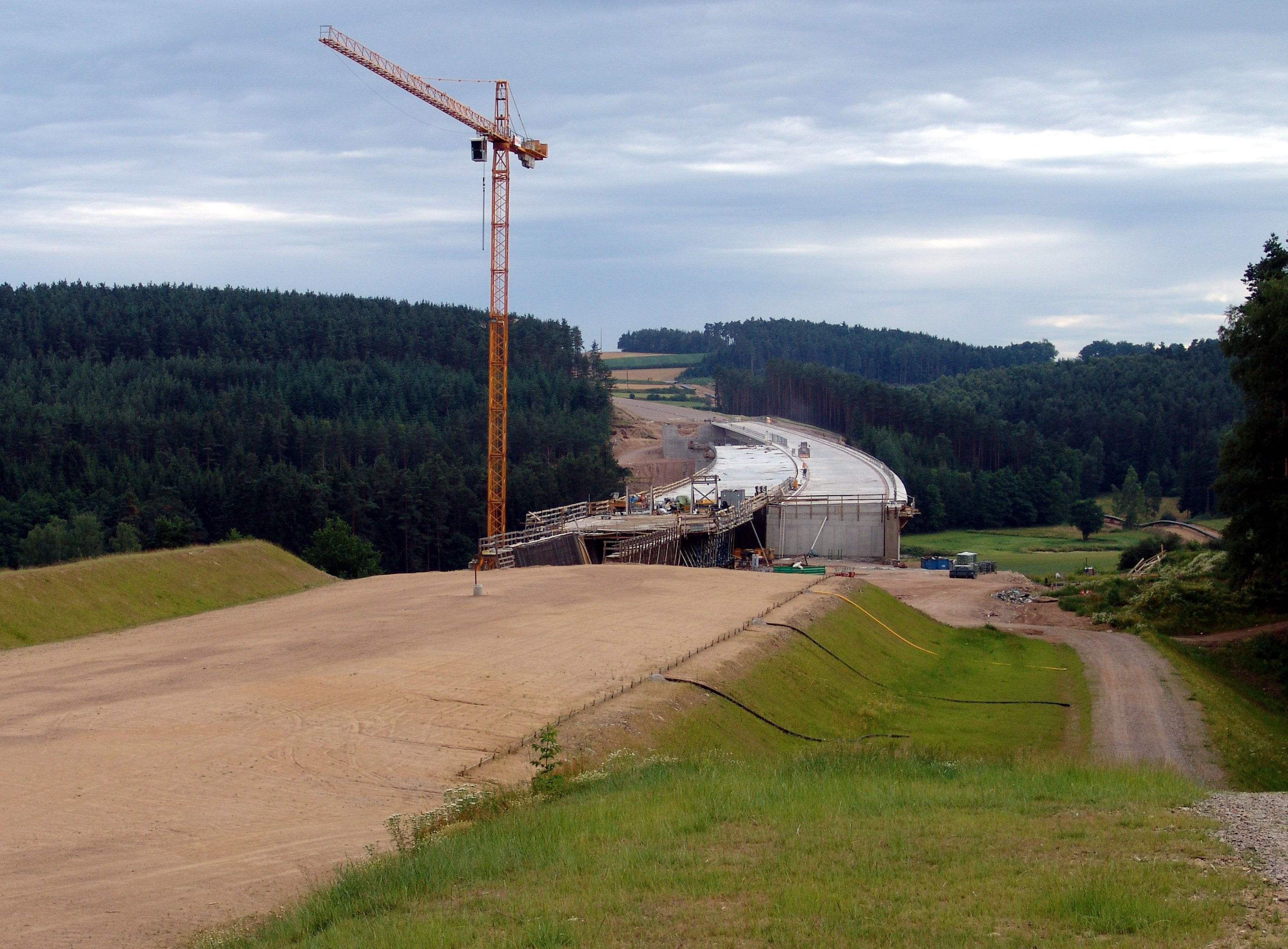
Кульмбахтальский мост (Kulmbachtalbrücke)
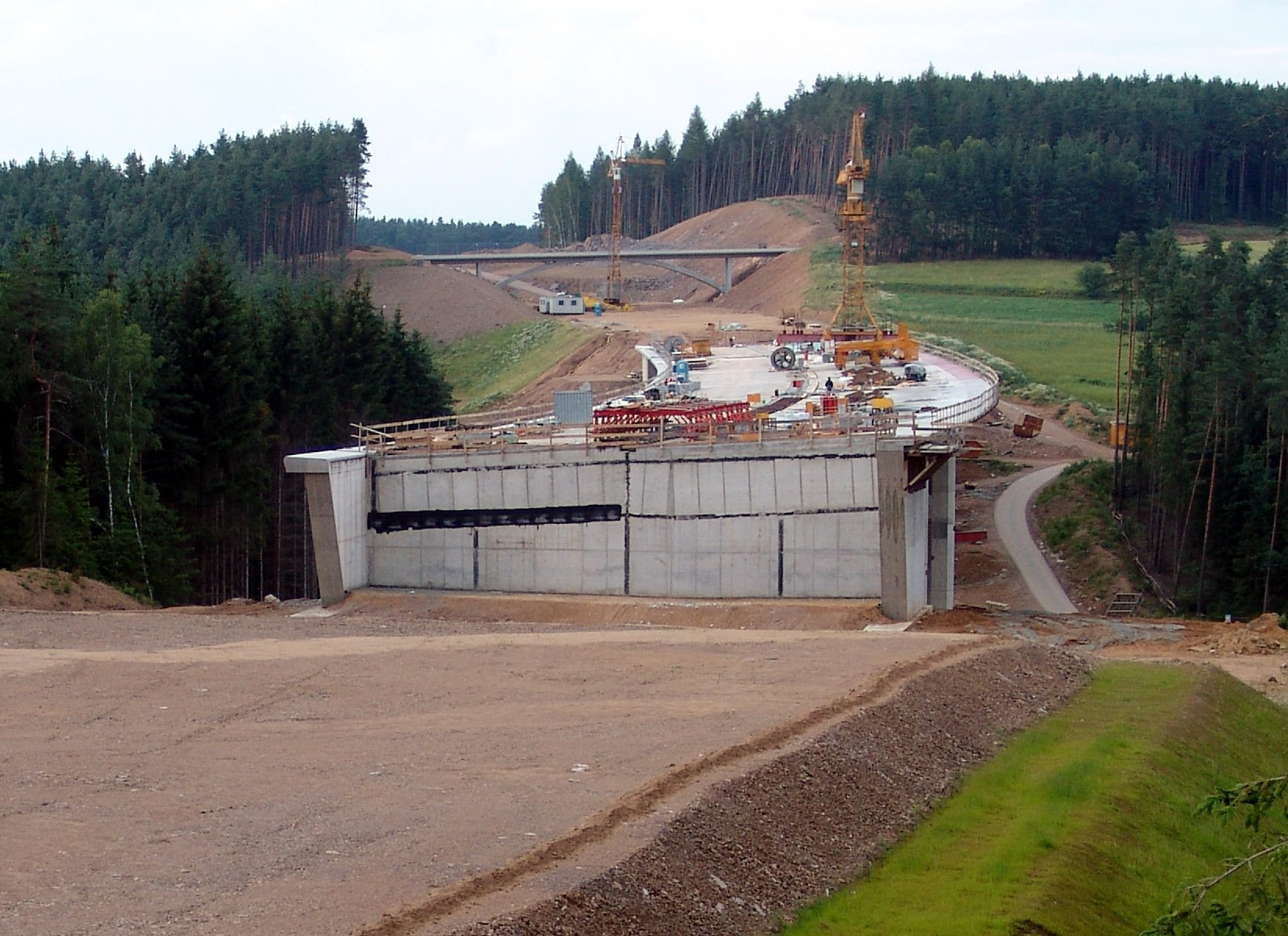
Дёльництальский (Döllnitztalbrücke)
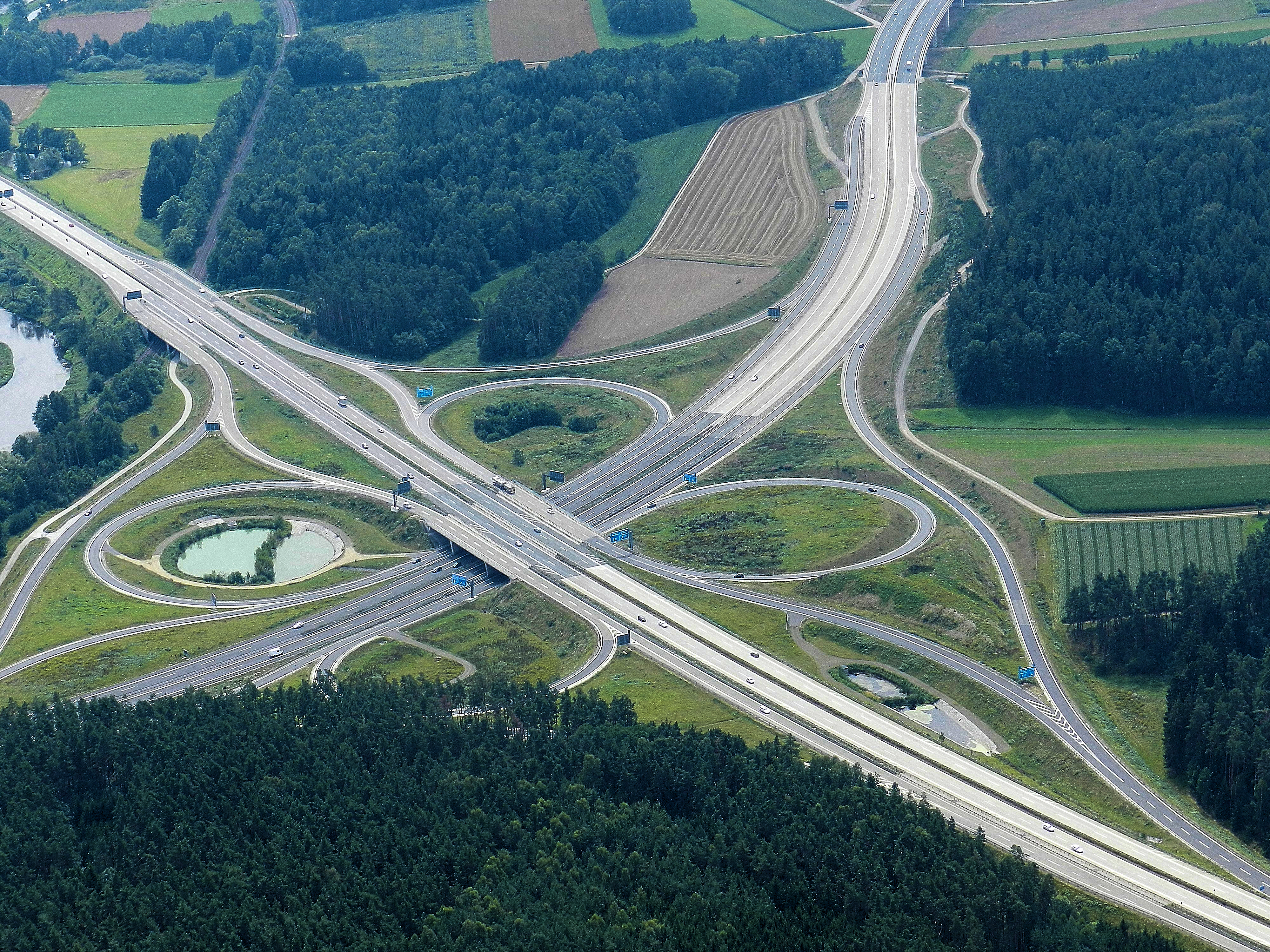
Autobahndreieck Oberpfälzer Wald (2011)
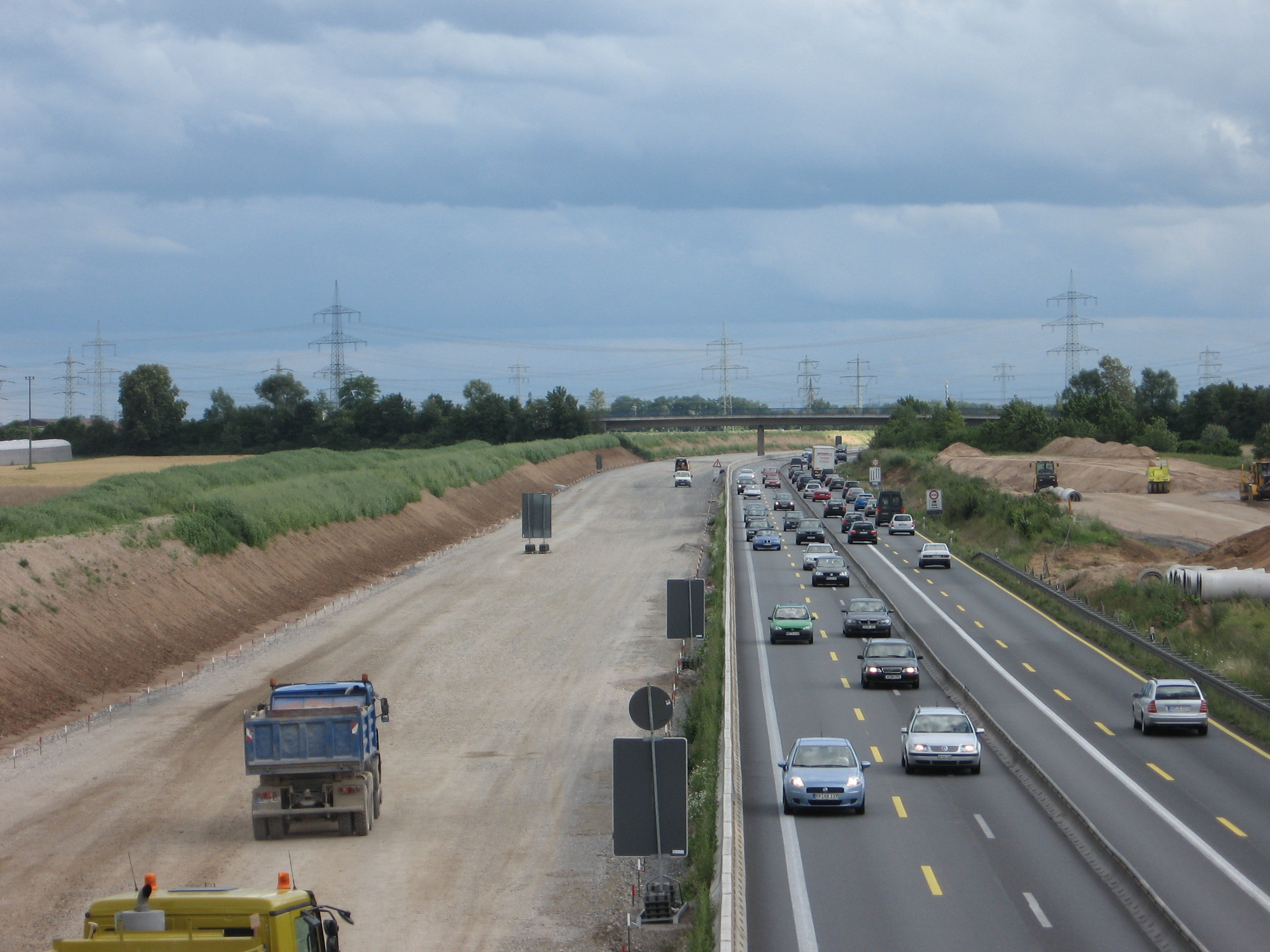
4+0-движение на A6 под Маннхаймом
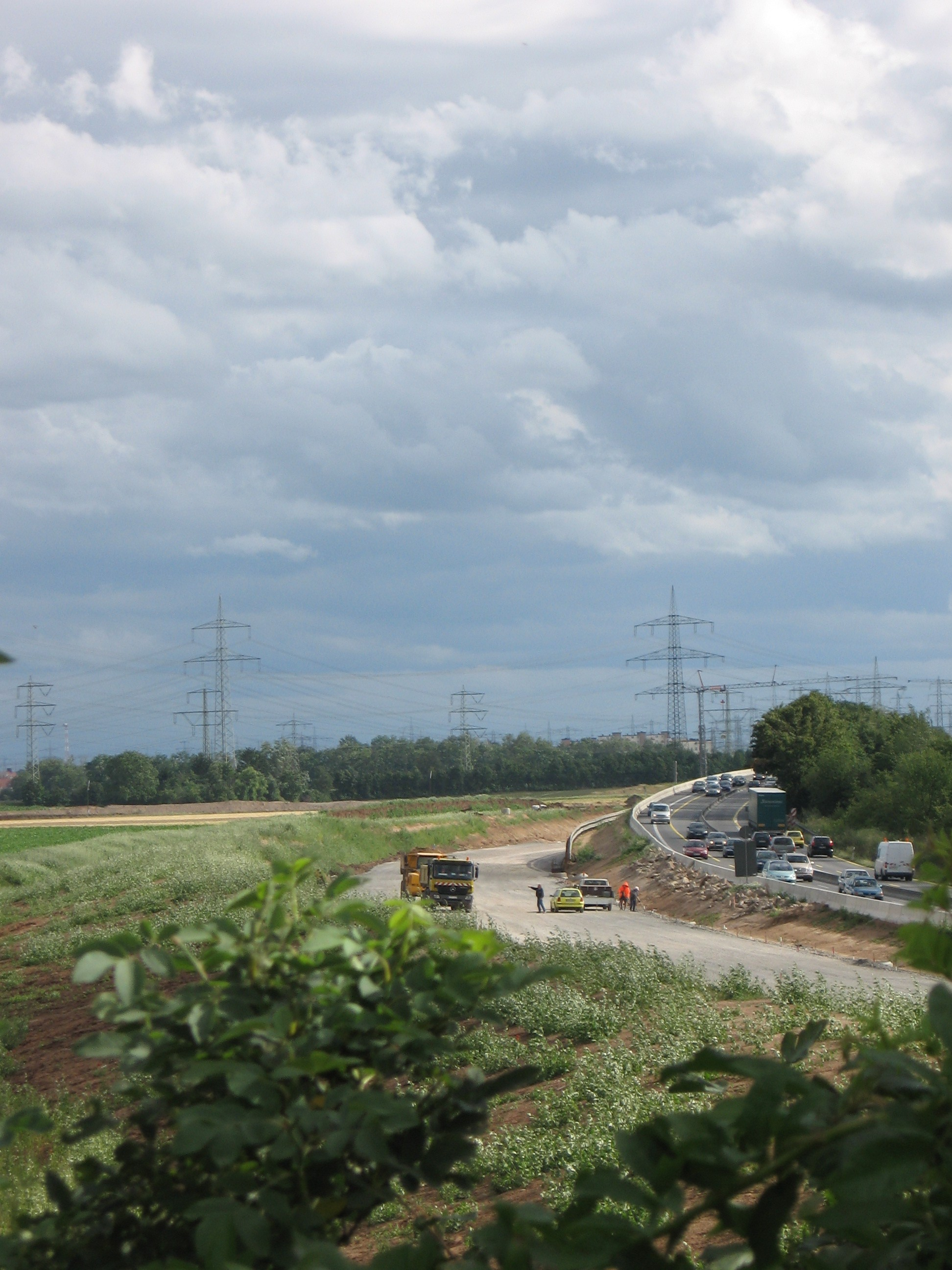
Tieferlegung der BAB 6 bei Mannheim aus Lärmschutzgründen I
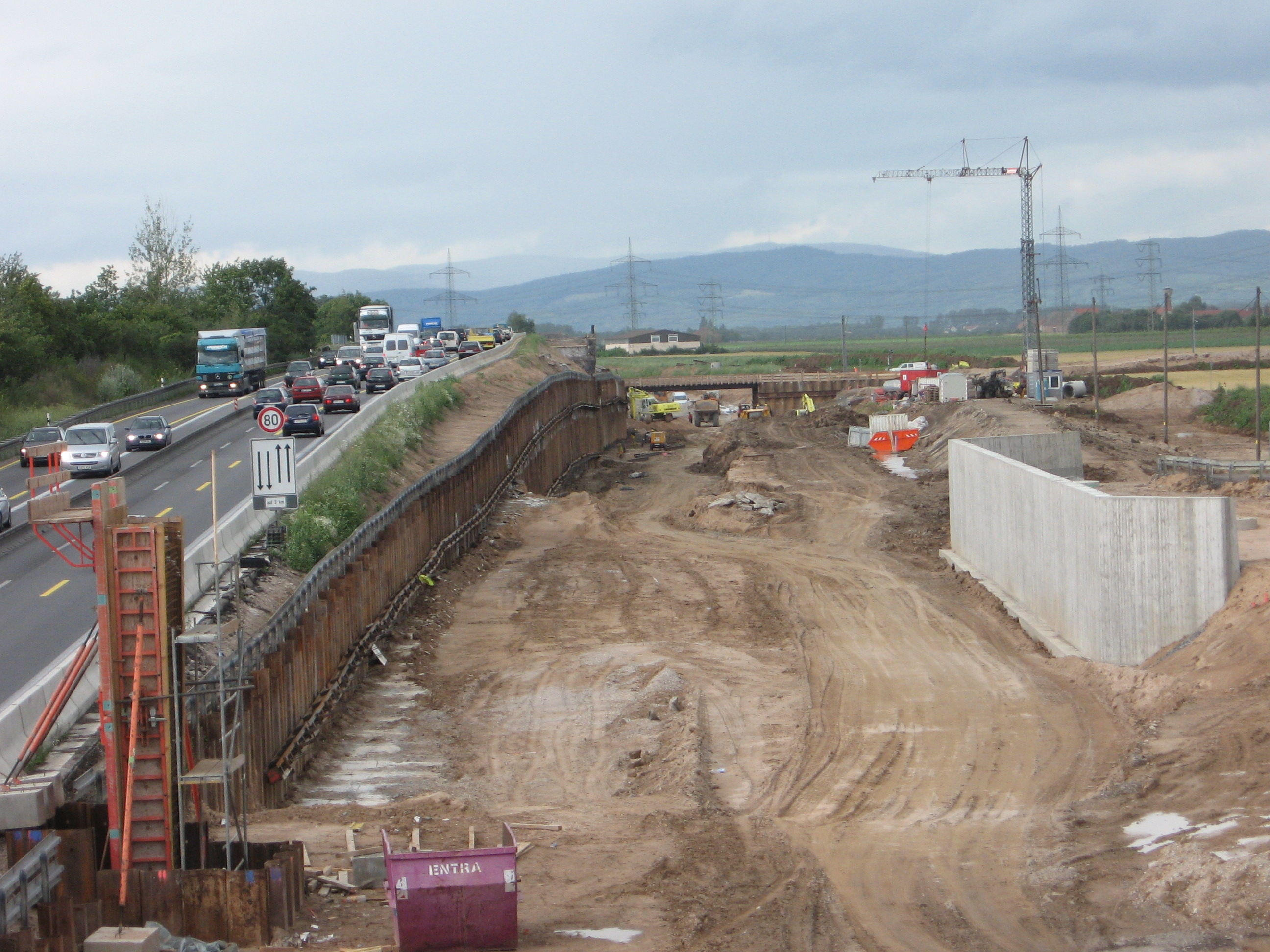
Tieferlegung der BAB 6 bei Mannheim aus Lärmschutzgründen II
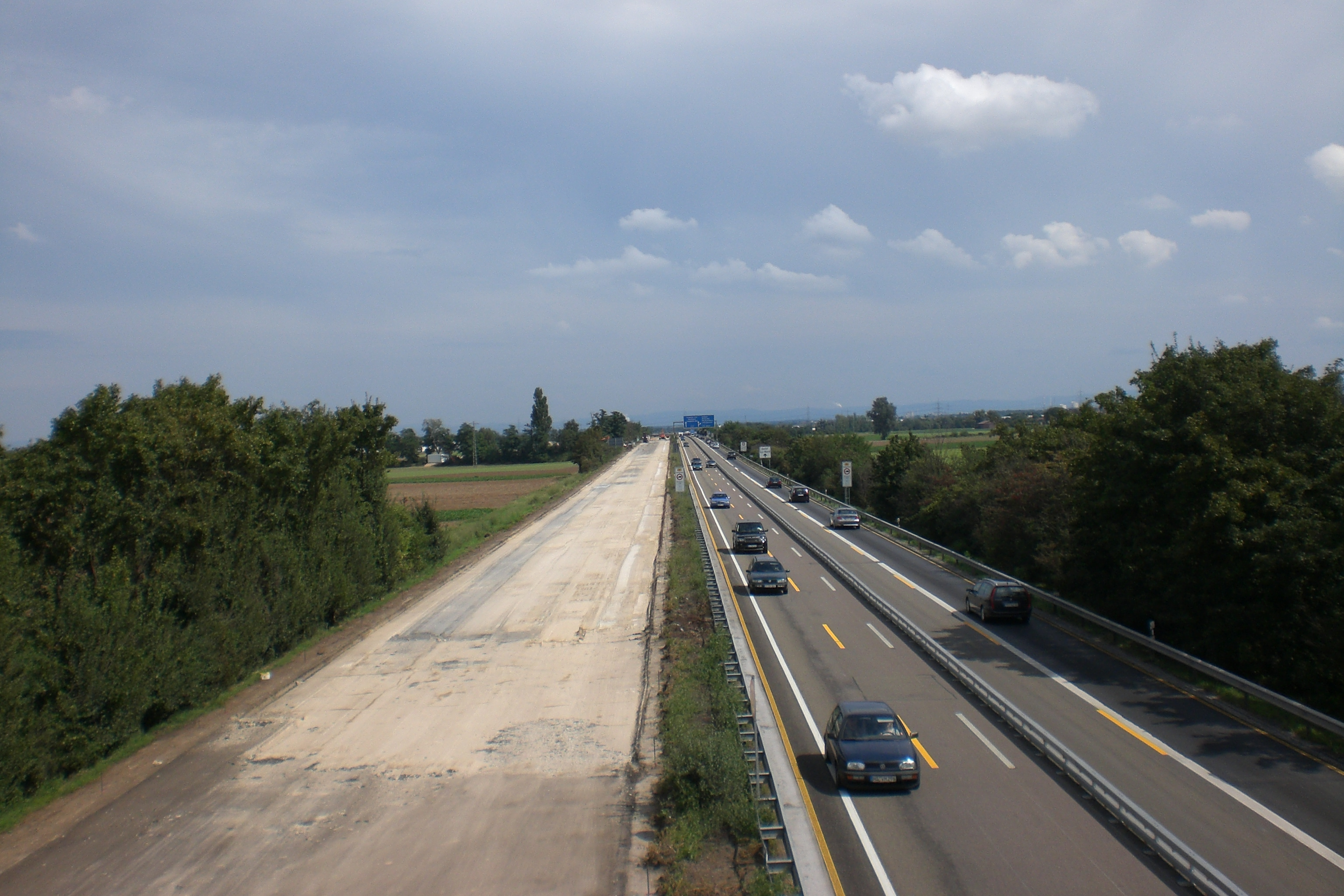
19 августа 2007 года, Хойхельхайм-Франкенталь (Heuchelheim bei Frankenthal) вид в направление Маннхайма